# Jalapilla
Jalapilla är en stad i Mexiko med drygt 20 000 invånare (2010). Den ligger i kommunen Rafael Delgado precis söder om Orizaba i delstaten Veracruz, i den sydöstra delen av landet. Ursprunget till namnet på staden kommer från en legend om en bonde i trakten som hade en oxe med namnet "Pilla" till vilken han upprepade frasen "jala-pilla".